# Poecilocloeus ferus
Poecilocloeus ferus är en insektsart som beskrevs av Marius Descamps 1976. Poecilocloeus ferus ingår i släktet Poecilocloeus och familjen gräshoppor. Inga underarter finns listade i Catalogue of Life.